# Lamponina scutata
Lamponina scutata är en spindelart som först beskrevs av Embrik Strand 1913.  Lamponina scutata ingår i släktet Lamponina och familjen Lamponidae. Inga underarter finns listade i Catalogue of Life.